# Linda McCartney
Linda Louise McCartney, rozená Linda Louise Eastman, (24. září 1941 New York – 17. dubna 1998 Tucson) byla americká fotografka, klávesistka, aktivistka za práva zvířat a manželka Paula McCartneyho.

## Biografie
Vyrůstala ve Scarsdale ve státě New York v židovské rodině (otec Lee Eastman, matka Louise Sara Lindner Eastman). Před tím, než se seznámila s Paulem McCartneym, pracovala jako profesionální fotografka pro rock and rollovou scénu, dělala portréty hvězdám jako např.: Aretha Franklinová, Jimi Hendrix, Bob Dylan, Janis Joplin, Eric Clapton, Simon & Garfunkel, The Who, The Doors nebo The Rolling Stones.
Jejím prvním manželem se stal John Melville See, ml., kterého potkala na University of Arizona. Vzali se v červnu 1962, v prosinci se jim narodila dcera Heather (později ji adoptoval Paul McCartney). V červnu 1965 se manželé rozvedli. S Paulem McCartneym se Linda seznámila při fotografování skupiny The Beatles v Londýně v roce 1967, vzali se o dva roky později – 12. března 1969. O osm dní tak předběhli Johna Lennona s Yoko Ono. Po svatbě se Linda společně s Heather natrvalo přestěhovaly do Velké Británie. Společně s Paulem měli tři děti – Mary Annu, Stellu Ninu a Jamese Paula.
Po rozpadu Beatles v roce 1970 naučil Paul McCartney svou ženu hrát na klávesy a angažoval ji ve své nové skupině Wings. Ačkoliv ji hudební kritici kritizovali za její zpěv i hraní, The Wings získali mnoho cen Grammy a v 70. letech byli velmi úspěšní.
V posledních letech svého života proslula hlavně jako bojovnice za práva zvířat a ekologická aktivistka. Propagovala vegetariánskou stravu, vydávala kuchařky a měla i vlastní značku vegetariánské stravy. V roce 1995 onemocněla rakovinou prsu, stejně jako před lety McCartneyho matka. Ačkoliv podstoupila léčbu, 17. dubna 1998 zemřela na rodinném ranči v Tucsonu v Arizoně. Paul McCartney na svých koncertech věnuje zesnulé Lindě často píseň My Love.